# Erdölförderung bei Bedernau

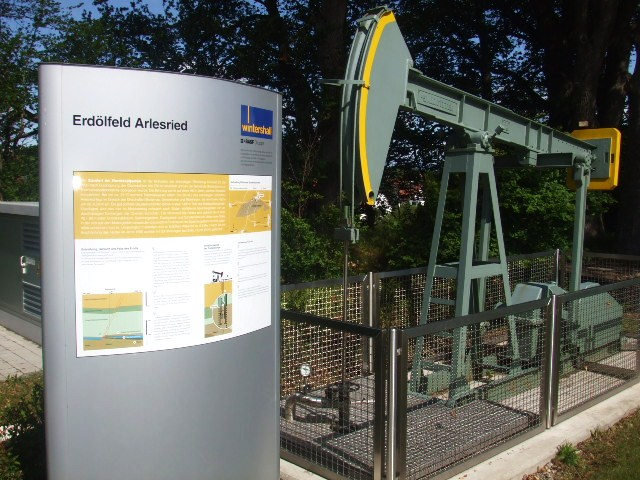
Denkmal „Erdölfeld Arlesried“

Zwischen den Jahren 1964 und 1995 wurde im Landkreis Unterallgäu im Gutnachtal zwischen den Ortschaften Bedernau (Gemeinde Breitenbrunn), Dietershofen (Gemeinde Oberschönegg) und Mittelrieden (Gemeinde Oberrieden (Schwaben)) Erdöl gefördert.

## Geschichte
Mit der Förderung des Erdöls, das bei Bedernau in einer Tiefe von 1500 m unter der Erdoberfläche liegt, wurde am 1. April 1964 begonnen.
Drei Jahre später, im Jahr 1967, wurde in 2000 m Tiefe zusätzlich zu dem Erdöl auch Erdgas gefunden, das ab diesem Zeitpunkt ebenfalls gefördert wurde.
Abtransportiert wurde das Erdöl über die Bahnstrecke Günzburg–Mindelheim vom Bahnhof Breitenbrunn (Schwab) nach Mindelheim und von dort aus weiter zur Raffinerie in Neustadt an der Donau. In den ersten Jahren wurde das Erdöl mit Tank-LKW nach Breitenbrunn gebracht, später wurde eine Rohrleitung von der Erdöllagerstätte zu den Abfüllanlagen am Bahnhof gelegt.
Der Erdöl-Förderbetrieb Arlesried wurde von einem Konsortium aus den Unternehmen Wintershall AG als Betriebsführer und EMPG (ExxonMobil Production Deutschland GmbH) betrieben. Insgesamt wurden bei Bedernau 1,9 Millionen Tonnen Erdöl und etwa 360 Millionen Kubikmeter Erdgas und Erdölgas gewonnen. Pro Tag wurden in Spitzenzeiten 300 bis 400 Tonnen Erdöl gefördert.
Im Juni 1995 wurde die Erdöl- und Erdgasförderung beendet, da die Lagerstätte mit den vorhandenen technischen Möglichkeiten nicht weiter ausgeschöpft werden kann. Die Methoden für eine weitere Förderung sind wegen der vergleichsweise geringen Mengen nicht rentabel.

## Erneute Erdölförderung
Im Frühjahr 2008 vergab das bayerische Wirtschaftsministerium so genannte Aufsuchlizenzen, die die Firmen, die diese Lizenzen erhielten, dazu berechtigen, zwei Jahre lang im ehemaligen Ölfördergebiet bei Bedernau, einem Gebiet bei Kinsau am Lech und in weiteren Gebieten, in denen im Alpenvorland Erdöl vermutet wird, nach Öl zu suchen. Aufgrund des starken Anstieges des Ölpreises im Frühjahr 2008 und besseren Möglichkeiten für das Aufsuchen und Fördern des verbliebenen Öls in Folge neuer Technologien im Vergleich zu dem Zeitpunkt, als die Ölförderung bei Bedernau beendet wurde, lohnt es sich möglicherweise die dortige Lagerstätte erneut auszubeuten.
Seit Juli 2009 steht fest, dass bei Bedernau erneut nach Erdöl gebohrt werden soll, mit dem Abteufen einer Explorationsbohrung wurde noch im Jahr 2009 begonnen. Das künftige Ölfeld erhielt den Namen „Bedernau 1“, das frühere Fördergebiet hatte den Namen „Arlesried“.
Seit September 2014 finden in Bedernau Erkundungsbohrungen statt. Die Bohrungen finden bis zu einer Tiefe von 1.500 Metern statt.

## Nach dem Ende der Erdölförderung – Naturtherme Bedernau
An die Erdölförderung in und um Bedernau erinnert außer einer so genannten Pferdekopfpumpe als Denkmal in der Nähe der Naturtherme Bedernau die Naturtherme Bedernau selbst. Alle Förderplätze und der Betriebsplatz in Märxle (Gemeinde Oberschönegg) wurden nach Ende der Förderung geräumt und renaturiert.
Nach Ende der Erdölförderung wurde die ehemalige Bohrung „Arlesried 22“ bis auf etwa 500 Meter unter der Erdoberfläche verfüllt. Aus dieser Tiefe wird 29 °C warmes Thermalwasser gefördert, das seit Sommer 2007 die Naturtherme Bedernau speist, deren Bau ungefähr zwei Jahre dauerte.